# آرتيك
آرتيك (بالإنجليزية: Artik)‏ هي municipality of Armenia تقع في أرمينيا في محافظة شيراك. يقدر عدد سكانها بـ 17,400 نسمة ومساحتها 9 كم2 وترتفع عن سطح البحر 1,859 متر.

## أعلام
- ميتاكس